# Cmentarz prawosławny w Szychowicach
Cmentarz prawosławny w Szychowicach – nekropolia wyznania prawosławnego w Szychowicach, założona w XVIII w. jako unicka, przemianowana w 1875 na prawosławną, nadal czynna.

## Historia i opis
Cmentarz został prawdopodobnie wytyczony w XVIII w. z przeznaczeniem dla miejscowej parafii unickiej. W 1875 został, wskutek likwidacji unickiej diecezji chełmskiej, przemianowany, podobnie jak parafia, na prawosławny. Do II wojny światowej związany był z cerkwią św. Mikołaja w Szychowicach. Po wysiedleniu prawosławnych Ukraińców z ziemi hrubieszowskiej opiekę nad nekropolią przejęła parafia Zaśnięcia Najświętszej Maryi Panny w Hrubieszowie. Nekropolia jest nadal czynna, pogrzeby odbywają się sporadycznie. 
Na cmentarzu zachowało się ok. 60 kamiennych nagrobków sprzed 1945, w tym pięć XIX-wiecznych, najstarszy grób z czytelną inskrypcją datowany jest na r. 1878. Przetrwały również krzyże drewniane, prawdopodobnie z początku XX w., poważnie uszkodzone, lub żeliwne krzyże na mogiłach ziemnych. Nagrobki kamienne mają formę krzyży prawosławnych lub łacińskich ustawionych na postumentach, zdobionych akroterionami, tympanonami, gzymsami, lub stellach. Na niektórych nagrobkach znajdują się ludowe płaskorzeźby przedstawiające dwie Marie pod krzyżem Chrystusa. Na grobach sprzed 1945 widnieją inskrypcje cerkiewnosłowiańskie, na późniejszych – polskie. 
Na cmentarzu pochowane są Ukraińcy – ofiary pacyfikacji Szychowic przeprowadzonej 10 marca 1944 przez Bataliony Chłopskie; oprócz tej zbiorowej mogiły oznaczonej drewnianym krzyżem na cmentarzu znajdują się również rodzinne groby, w których spoczywają pojedyncze ofiary polsko-ukraińskich walk z lat 1943–1947. Jedną z nich jest kapłan Sergiusz Zacharczuk, zamordowany w 1943. Duchowny ten został kanonizowany przez Polski Autokefaliczny Kościół Prawosławny jako jeden z męczenników chełmskich i podlaskich. Jego szczątki zostały ekshumowane i jako relikwie wystawione dla kultu w cerkwi św. Jana Teologa w Chełmie.
Przed r. 2002 na cmentarzu w Szychowicach urządzono kwaterę poległych żołnierzy UPA; wykonanie pomnika opłaciła administracja obwodu wołyńskiego Ukrainy. W kwaterze tej znajduje się pomnik z wizerunkiem ukraińskiego godła, dwie tablice z napisem „Polegli za wolną Ukrainę” oraz tablice z nazwiskami żołnierzy oraz datami ich śmierci.

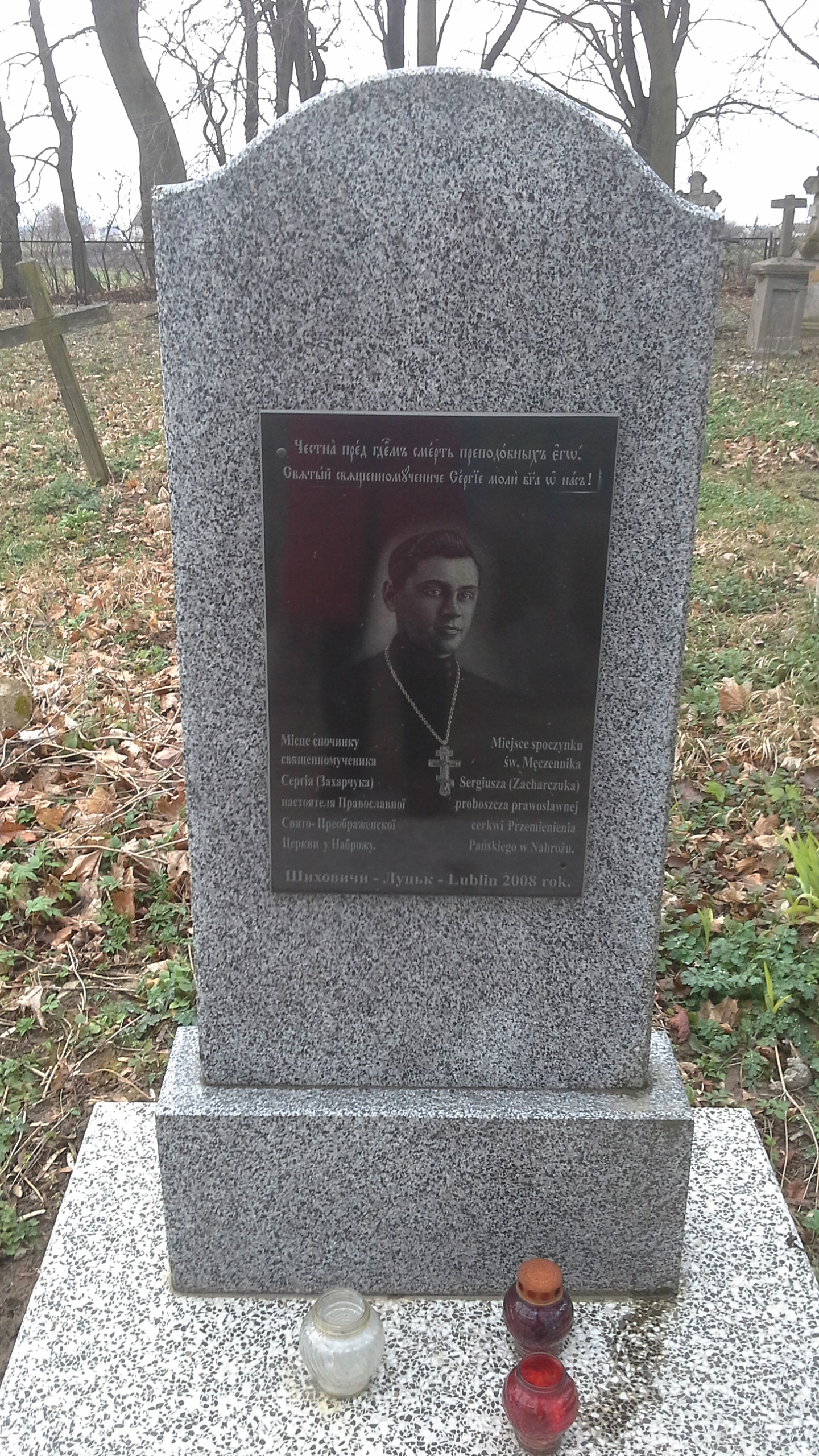
Miejsce pochówku Sergiusza Zacharczuka
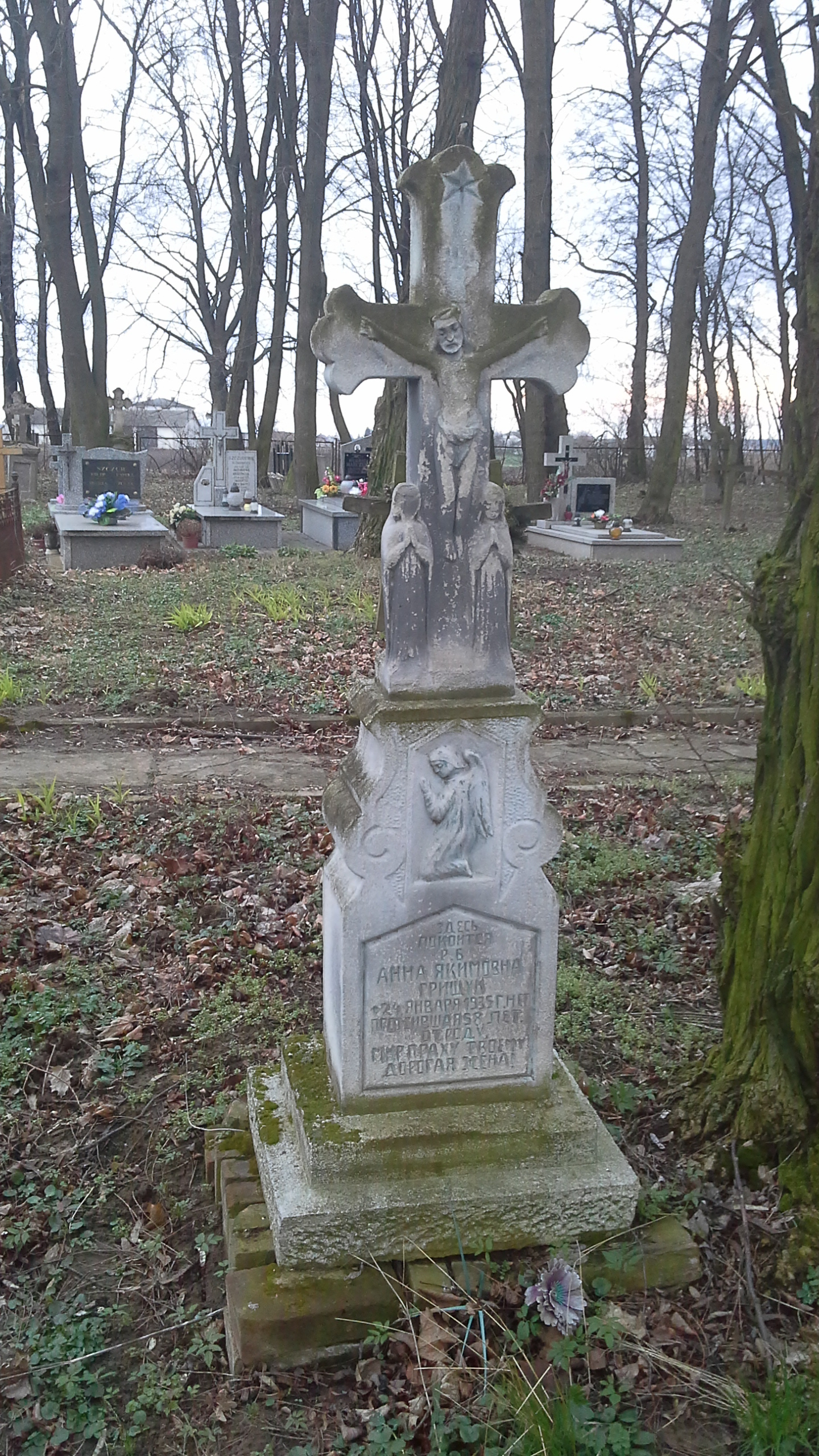
Nagrobek z 1935 z ludową rzeźbą
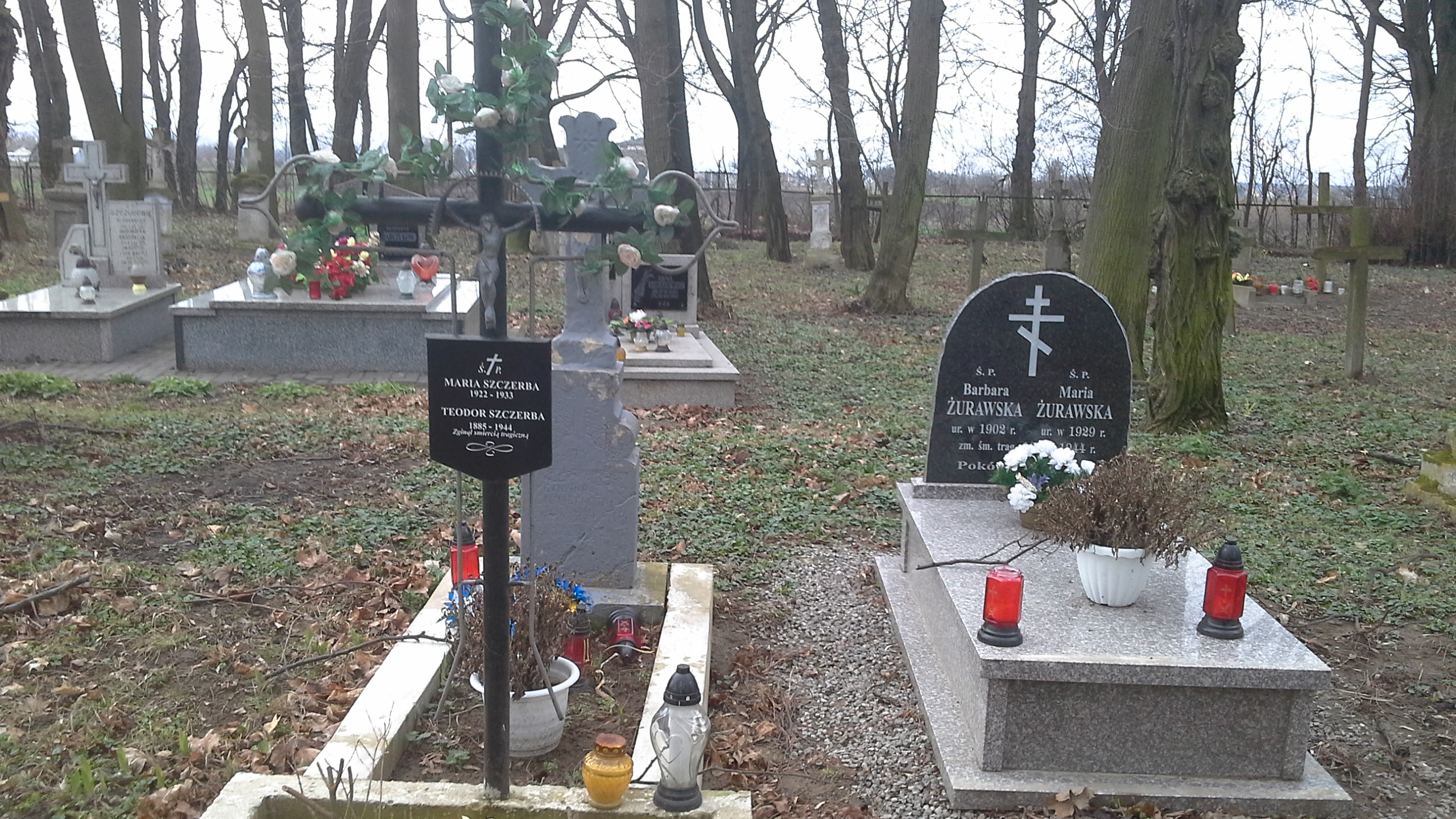
Nagrobki zamordowanych mieszkańców Szychowic z 1944
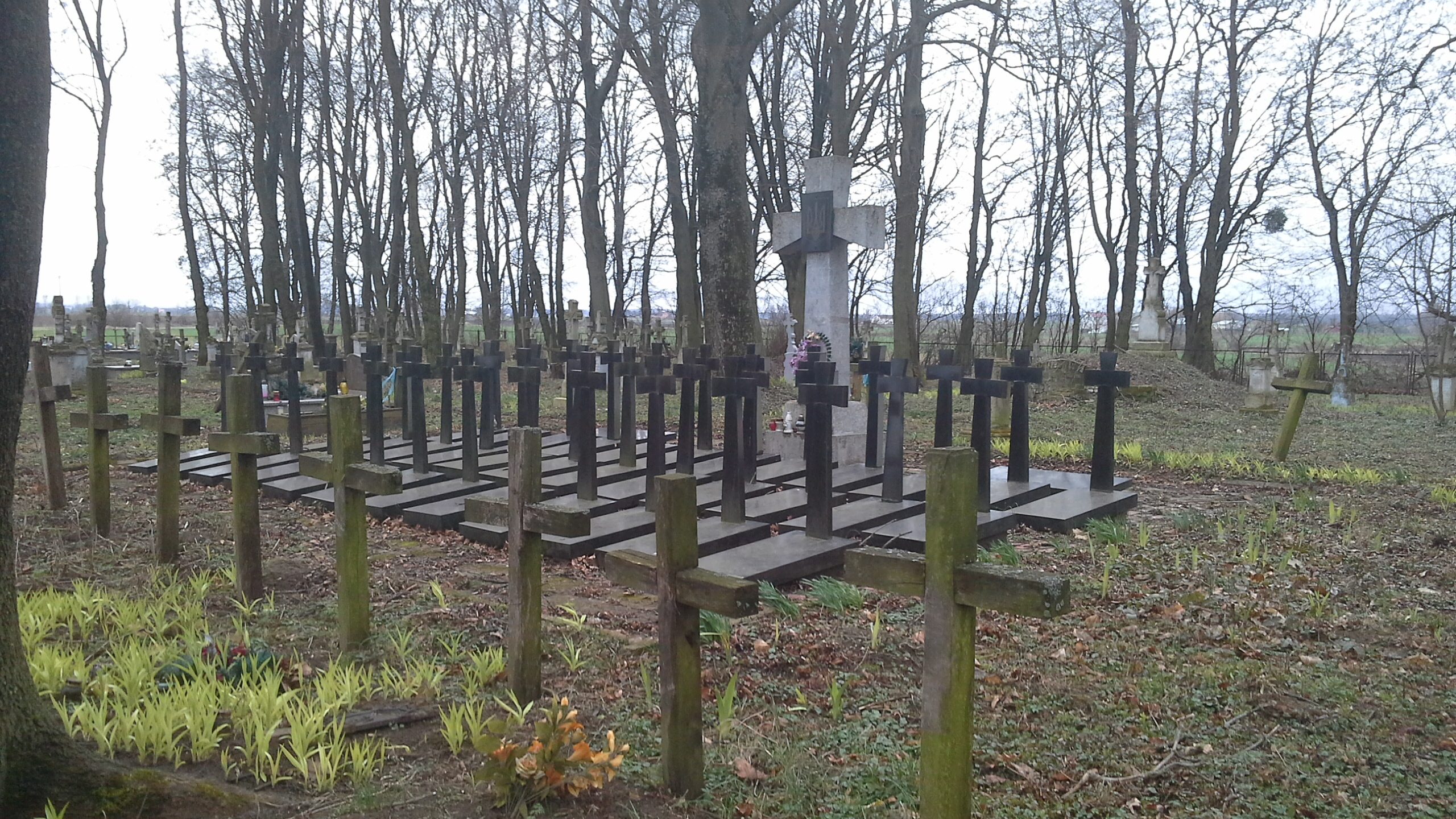
Kwatera UPA
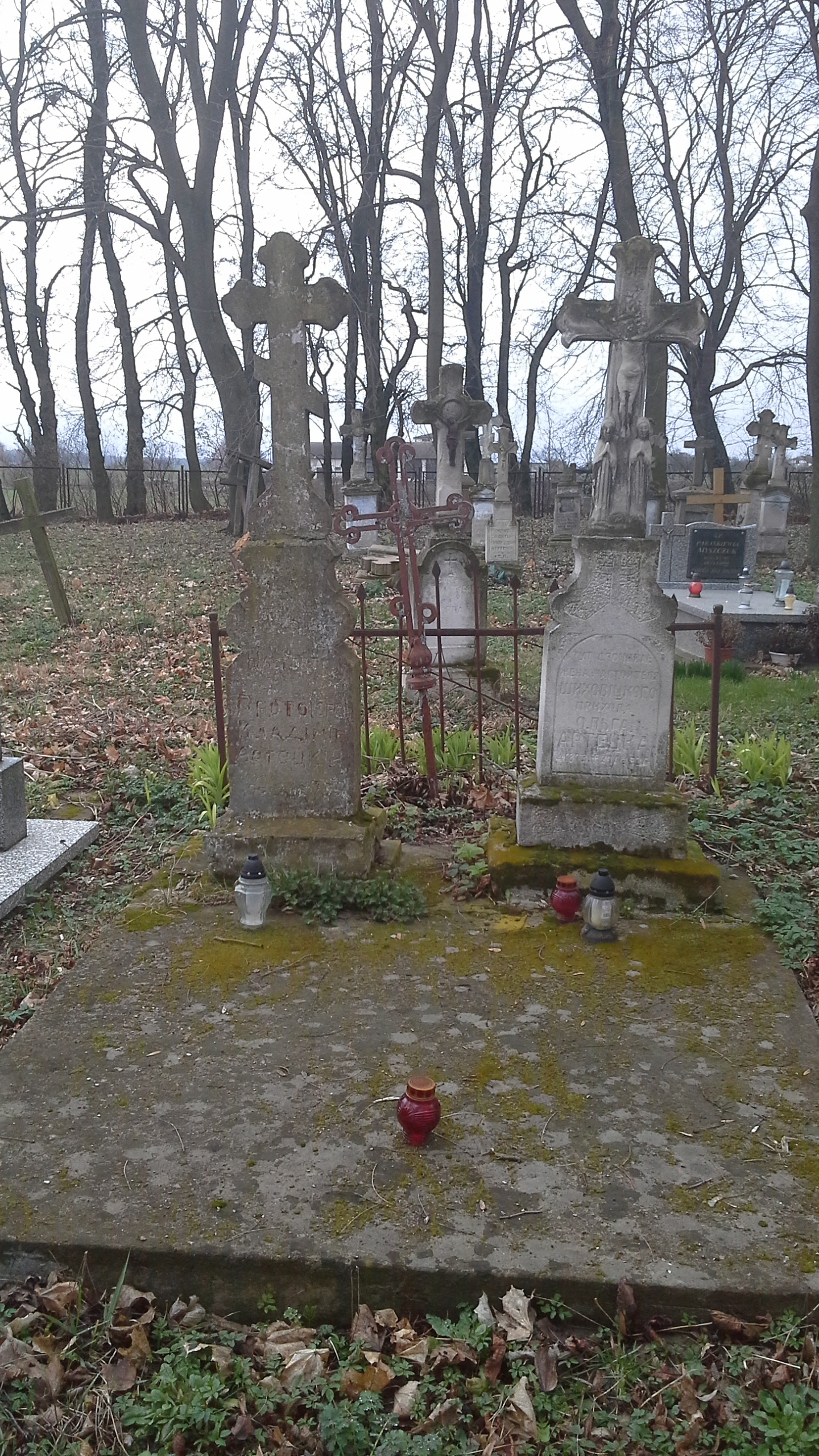
Grób proboszcza parafii w Szychowicach Włodzimierza Arteckiego i jego małżonki Olgi